# سد اورلیک
سد اورلیک (چکی: Vodní nádrž Orlík) بزرگ‌ترین سد برق‌آبی در جمهوری چک است. این سد بر روی رودخانه ولتاوا و در نزدیکی روستای سولنیتسه ساخته شده که نزدیک به شهر پرژیبرام است.
نام این سد از کاخ اولیک گرفته شده که در چند کیلومتری بالادست سد قرار دارد. سد اورلیک چهار توربین دارد که ظرفیت اسمی هر توربین ۹۱ مگاوات و مجموع آن ۳۶۴ مگاوات است.